# Jona Weinhofen
Jona Weinhofen é um guitarrista e músico australiano de Adelaide, South Australia. Ele é atualmente o guitarrista da banda australiana I Killed The Prom Queen.
Weinhofen era o guitarrista da banda britânica Bring Me The Horizon (2009-2013), e foi o guitarrista da banda Califórniana Bleeding Through (2007-2009). Ele é um vegan e vive um estilo de vida straight edge. Weinhofen foi nomeado um dos 50 melhores maiores guitarristas da história da Australia pela revista Guitar australiano em maio de 2012.

## Biografia
Jona Weinhofen formou a banda de metalcore I Killed The Prom Queen em Adelaide, ao lado do baterista JJ Peters. A banda lançou dois LPs, um EP, um split EP, uma demo e um CD / DVD ao vivo antes de se separarem em 2007, com atuação Weinhofen como membro de 2004-2007.
Após a saída do vocalista Ed Butcher de I Killed The Prom Queen, ele foi convidado para se juntar a banda norte-americana Bleeding Through após a saída de Scott Danough e jogado em sua Declaração de liberação e pode ser visto em seus vídeos para Death Ansiedade e Alemanha. Eles rapidamente se reuniu em 2008 para o "Say Goodbye" tour. Ele deixou no meio do caminho até 2009 em parte devido à saudade e descontentamento com a vida na América.
Weinhofen substituiu Curtis Ward em banda britânica Bring Me the Horizon, como membro permanente em março de 2009. Ele foi destaque no vídeo da música "The Sadness Will Never End", que foi lançado após a saída de Ward, e gravou com o grupo em seu álbum There Is a Hell, Believe Me I've Seen It. There Is a Heaven, Let's Keep It a Secret.
Weinhofen juntou I Killed The Prom Queen, quando eles se reuniram novamente em 2011 para iniciar a turne Destroy The Music Tour. A banda também começou a trabalhar em um novo álbum de estúdio.
Em janeiro de 2013, Weinhofen deixou Bring Me the Horizon e I Killed The Prom Queen tornou-se uma banda em tempo integral, mais uma vez.

## Outros trabalhos
Weinhofen trabalhou com Geelong death metal outfit The Red Shore, a título consultivo/gerencial. O ex-vocalista/baixista do The Red Shore, Jamie Hote, desde então se juntou I Killed The Prom Queen.

## Equipamento
Weinhofen tem sido um usuário de longa data de Caparison Guitars. Ele usou o Dellinger, Horus, TAT e principalmente, o Angelus. A empresa lançou vários Angelus CL13 guitarras, que são corridas de produção de seus modelos Custom Shop. Todas as suas guitarras utilizar captadores EMG.
Desde o início do I Killed The Prom Queen até os dias atuais, Weinhofen usou o Peavey 5150/6505, com a Mesa/Boogie cabinets.